# Flowers (álbum de The Rolling Stones)
Flowers es el segundo álbum recopilatorio de la banda británica The Rolling Stones, lanzado para los Estados Unidos en 1967. Llegó al puesto #3 en las listas americanas en el verano de 1967.

## Grabación y lanzamiento
El álbum contiene canciones grabadas con anterioridad, siendo la mayoría sencillos o temas omitidos en las ediciones americanas de Aftermath y Between the Buttons, además de otras canciones las cuales permanecían guardadas desde hace años o simples reediciones de otros álbumes. Hay tres canciones inéditas: "My Girl" (canción de The Temptations) fue grabada en las sesiones de Out of Our Heads, mientras que "Ride On, Baby" y "Sittin' On A Fence" fueron grabadas durante las sesiones de Aftermath. El título hace referencia a la portada del álbum, donde aparecen unos tallos de flores bajo el retrato de los miembros de la banda. El bajista Bill Wyman afirma que Mick Jagger y Keith Richards sacaron de manera deliberada las hojas al tallo de Brian Jones, en modo de broma. Wyman afirmó posteriormente "yo no tuve una broma". Los retratos provienen de la portada británica de Aftermath. En agosto de 2002 fue reeditado en formato CD y SACD digipak por ABKCO Records.

## Lista de canciones
Todos los temas escritos por Mick Jagger y Keith Richards, excepto donde se indique.
Lado 1
1. "Ruby Tuesday" – 3:17
  - Single lanzado en enero de 1967 y disponible en la versión americana de Between the Buttons
2. "Have You Seen Your Mother, Baby, Standing in the Shadow?" – 2:34
  - Single lanzado en septiembre de 1966
3. "Let's Spend the Night Together" – 3:36
  - Single lanzado en enero de 1967 y disponible en la versión americana de Between the Buttons
4. "Lady Jane" – 3:08
  - Originalmente lanzado en Aftermath de 1966
5. "Out of Time" – 3:41
  - Originalmente lanzado en la edición británica de Aftermath en 1966 con una duración de 5:37
6. "My Girl" (Smokey Robinson/Ronald White) – 2:38
  - Tema inédito, se grabó durante las sesiones de grabacion del albúm Out of Our Heads de 1965, el arreglo de cuerdas se agregó en agosto del año siguiente

Lado 2
1. "Back Street Girl" – 3:26
  - Originalmente lanzado en la edición británica de Between the Buttons
2. "Please Go Home" – 3:17
  - Originalmente lanzado en la edición británica de Between the Buttons
3. "Mother's Little Helper" – 2:46
  - Originalmente lanzado en la edición británica de Aftermath
4. "Take It or Leave It" – 2:46
  - Originalmente lanzado en la edición británica de Aftermath
5. "Ride On, Baby" – 2:52
  - Tema inédito. Grabado en 1965
6. "Sittin' On A Fence" – 3:03
  - Tema inédito. Grabado en 1965

## Lista de éxitos
Álbum
| Año  | Lista                | Posición |
| ---- | -------------------- | -------- |
| 1967 | Billboard Pop Albums | 3        |
| 1968 | Billboard Pop Albums | 112      |